# Bellona
Bellona [bɛlloːna] là một nữ thần chiến tranh của La Mã cổ đại. Đặc điểm chính của vị nữ thần này là đội mũ sắt chiến binh; Cô thường cầm thanh kiếm, giáo hoặc khiên, và với một ngọn đuốc hoặc roi khi cô cưỡi vào trận chiến trong một chiếc xe ngựa tứ mã. Biểu tượng của cô được mở rộng thêm bởi các họa sĩ và nhà điêu khắc theo thời Phục hưng.

## Nữ thần tôn giáo cổ đại
Ban đầu có tên là Duellona trong các ngôn ngữ Ý, Bellona là một nữ thần chiến tranh Sabine cổ đại, được xác định với Nerio, hòn đảo của vị thần chiến tranh Mars, và sau đó là vị thần tương đương của người Hy Lạp Enyo. Đền thờ đầu tiên dành cho bà ở Roma 296 trước Công nguyên, nơi lễ hội của bà được tổ chức vào ngày mùng 3 tháng 6. Các thầy tế của bà được biết đến như Bellonarii và thường làm bị thương tay hoặc chân của mình để lấy màu hiến sinh cho bà.  Những lễ nghi diễn ra vào ngày 24 tháng 3, gọi là ngày máu (dies sanguinis) sau buổi lễ. Do hậu quả của việc này, gần giống với các nghi lễ dành cho Cybele ở Tiểu Á, cả Enyo và Bellona đều được nhận diện với khía cạnh Cappadocia của mình,  Ma.
Khu vực Campus Martius La Mã, trong đó đền của Bellona được bố trí có địa vị ngoại quyền. Các đại sứ từ nước ngoài, những người không được phép vào thành phố, ở lại trong khu phức hợp này. Khu vực xung quanh đền Bellona được coi là biểu tượng của đất nước ngoại quốc, và ở đó Thượng viện đã gặp các đại sứ và nhận được các vị tướng chiến thắng trước Triumphs của họ. Và ở đây cũng có những cuộc họp của Thượng viện La Mã liên quan đến cuộc chiến tranh nước ngoài. Bên cạnh ngôi đền là cột chiến tranh (columna bellica), đại diện cho ranh giới của Roma. Để tuyên chiến với một quốc gia xa xôi, một giáo sĩ liên quan đến ngoại giao (thổ dân) từ lãnh thổ Roma hướng về hướng của vùng đất của kẻ thù đã ném qua một cột, và cuộc tấn công tượng trưng này đã được coi là mở đầu chiến tranh.
Trong sự sùng bái quân đội của Bellona, bà đã liên kết với Virtus, nhân cách của sự dũng cảm. Sau đó, cô đi ra ngoài Rome với các quân đoàn đế quốc và đền thờ của cô đã được ghi lại ở Pháp, Đức, Anh và Bắc Phi.